# Schizoprymnus calurus
Schizoprymnus calurus är en stekelart som beskrevs av Papp 1993. Schizoprymnus calurus ingår i släktet Schizoprymnus och familjen bracksteklar. Inga underarter finns listade i Catalogue of Life.